# نهائي كأس إسبانيا 1936
نهائي كأس إسبانيا 1936 وسُمي آنذاك نهائي كأس رئيس الجمهورية هو النهائي رقم 36 في إطار البطولة التي بدأت سنة 1902 وتوقفت عامين بعد ذلك النهائي أعوام 1937 و 1938 بسب الحرب الأهلية الإسبانية ، جمعت المباراة النهائية ناديّ ريال مدريد وبرشلونة بتاريخ 21 يونيو وأُقيم على استاد ميستايا في مدينة فالنسيا وتمكن نادي ريال مدريد من الفوز بنتيجة 2-1 .

## التفاصيل
| ريال مدريد                                                   | 2–1 | برشلونة                                  |
| ------------------------------------------------------------ | --- | ---------------------------------------- |
| إغوينو هيلاريو 6' · سيمون ليكوي 12' · المدرب · فرانشيسكو برو |     | جوسيب اسكولا 29' · المدرب · باتريك أُكنيل |